# Liste der Kulturdenkmale in Neuhaus am Rennweg
Die Liste der Kulturdenkmale in Neuhaus am Rennweg führt die Kulturdenkmale der Stadt Neuhaus am Rennweg im thüringischen Landkreis Sonneberg auf. Grundlage dieser Liste ist das Buch Denkmaltopographie Bundesrepublik Deutschland – Kulturdenkmale in Thüringen / Landkreis Sonneberg von Thomas Schwämmlein mit dem 30. Mai 2005 als Stand der Erfassung, für Lichte und Piesau das Thüringer Landesamt für Denkmalpflege mit dem 12. Februar 2013. Die folgenden Angaben ersetzen nicht die rechtsverbindliche Auskunft der Denkmalschutzbehörde.

## Neuhaus
| Bild                           | Bezeichnung                                                 | Lage                           | Datierung | Beschreibung | ID |
| ------------------------------ | ----------------------------------------------------------- | ------------------------------ | --------- | --- | -- |
| Fotos hochladen                |                                                             | Kirchweg 4 (Karte)             |           | Das ehemalige Schulhaus der Grundschule entstand 1910/11 für die Gemeinde nach Plänen des Arnstädter Architekten Peter Schade. In den 1970er Jahren folgte eine Erweiterung. Das zweigeschossige, auf einem Sockelgeschoss stehende Eckgebäude hat zwei Flügel mit einem L-förmigen Grundriss. Die Hausecke wird durch einen dreigeschossigen Eckturm mit einem Zwerchhaus und einer integrierten Uhr sowie dem Haupteingang betont. Die Fassade des Massivbaus gliedern Lisenen und Putzquaderung. Den Abschluss bildet ein Mansardwalmdach. 2011 war das Gebäude mit seinen bauzeitlichen Raumstrukturen ungenutzt. |    |
| weitere Bilder Fotos hochladen | Stadtkirche                                                 | Kirchweg 5 (Karte)             | 1892      | Die evangelisch-lutherische Kirche in Neuhaus am Rennweg entstand 1891/92 als Ersatz für eine kleine Kirche von 1673. Die Planung der neugotischen Saalkirche oblag dem Rudolstädter Baurat und Architekten Rudolph Brecht. Das Gotteshaus ist eine schieferverkleideten Holzkirche mit eingezogenem Chor und Turm mit Dachreiter. Eine zweifarbige Verschieferung gliedert die Fassade. Der Kirchenraum ist vollständig holzverkleidet und hat eine dreiseitig umlaufende Empore. Ein sichtbares doppeltes Hängewerk trägt den Dachstuhl. Das Glockenhaus steht neben der Kirche. Es entstand nach dem Ersten Weltkrieg, da der Kirchturm für die neu angeschafften Glocken nicht ausreichend standsicher war. |    |
| Fotos hochladen                | Gebäude                                                     | Sonneberger Straße 1 (Karte)   |           | Im Rahmen der Wiederbebauung des im Zweiten Weltkrieg zerstörten Stadtzentrums entstand zwischen 1958 und 1961 für den 1952 neu gegründeten Kreis das Verwaltungsgebäude des Rates des Kreises Neuhaus am Rennweg. Der Entwurf des Eckgebäudes mit zwei Flügeln auf einem L-förmigen Grundriss stammte vom Meininger Architekten Herbert Fleischhauer. Er entsprach noch den zeitgenössischen, gesamtdeutschen Architekturansätzen, wobei verschieferte Satteldächer und Holzverkleidung aus der lokalen Bautradition kamen. Der Nordwestflügel des Massivbaus wurde ab 1958 und der Südwestflügel mit einem abgesetzten Saalbau ab 1960 errichtet. Die Fassaden sind rasterförmig gegliedert. Die Hausecke mit einer zurückgesetzten Ladenzone wird durch einen Giebelreiter betont. Ein Sgraffito des Lauschaer Künstlers Günter Dührkopp ziert die Fassade in der Sonneberger Straße. Es soll die Wirtschaftszweige des Kreises Neuhaus am Rennweg darstellen. In dem Gebäude ist heute die Außenstelle des Landratsamtes Sonneberg untergebracht. 2013 wurde der abgesetzte Saalbau abgerissen. |    |
| Fotos hochladen                | Gebäude                                                     | Sonneberger Straße 14 (Karte)  |           | 1974 bis 1976 entstand für die SED-Kreisleitung Neuhaus am Rennweg das Verwaltungsgebäude in der Sonneberger Straße. Die Außenwand des Haupteingangs gestaltete der Lauschaer Glaskünstler Volkhard Precht mit einem heute denkmalgeschützten Glasbild in Betonverglasung. Das raumhohe, farbintensive Mosaik hat keinen Titel. Es abstrahiert stark das vorgegebene Thema: Strahlender roter Stern über Erdkugel. |    |
| Fotos hochladen                | Wohnhaus                                                    | Sonneberger Straße 29 (Karte)  |           | Den Bau Wohnhauses beauftragte 1911 der Glasfabrikant Rudolf Heinz. Eine Erweiterung mit einer Glasveranda folgte 1931 nach Plänen des Lauschaer Architekten Edmund Eichhorn. Das auf einem Untergeschoss stehende eingeschossige Gebäude hat ein ausgebautes, schiefergedecktes Mansardwalmdach. Die Straßenfassade wird durch einen Mittelrisalit mit dem Eingang, darüber ein Thermenfenster, eingerahmt durch ionische Säulen, geprägt. Ein zentrales Vestibül mit Treppenhaus erschließt den Massivbau, dessen baugebundene Ausstattung noch komplett erhalten ist. |    |
| Fotos hochladen                | Wohnhaus                                                    | Sonneberger Straße 106 (Karte) |           | Das Gebäude entstand Ende des 18., Anfang des 19. Jahrhunderts als Wohnhaus einer Glasbläserfamilie in einer ortstypischen Bauweise. In dem Haus wuchs der Glasbläser und Erfinder der Gasentladungsröhre Heinrich Geißler auf. Im 20. Jahrhundert wurde eine Erweiterung nach Südwesten durchgeführt. Das sogenannte Geißlerhaus beherbergt seit 1989 ein Heimatmuseum. Das Fachwerk ist verschiefert und mit Lehm beziehungsweise Gipsformen ausgefacht. Die symmetrische Straßenfassade des eingeschossigen Traufseithauses prägt das ausgebaute Krüppelwalmdach mit einem Zwerchhaus und Bogendach. Die ursprüngliche Raumstruktur mit mittigem Flur und seitlichen Wohnräumen blieb erhalten. |    |
| Fotos hochladen                | Grabstätte der Familie Louis Fritz                          | Friedhof Neuhaus               |           | Die Grabstätte der Familie Louis Fritz stammt aus den 1920er Jahren und zeichnet sich durch ein Relief einer knienden, trauernden, Blumen streuenden Frau aus. |    |
| Fotos hochladen                | Grabstätte der Familie des Glashüttenbesitzers Ernst Müller | Friedhof Schmalenbuche         |           | Die Grabstätte der Familie des Glashüttenbesitzers Ernst Müller wurde um 1910 mit einer Rückwand aus Granit und einem betenden Engel angelegt. |    |
| weitere Bilder Fotos hochladen | Wüstung Glücksthal                                          | (Karte)                        |           | Das einstige Dorf Glücksthal ist heute eine Wüstung auf den Fluren von Neuhaus. Die Wüstung war Standort einer Glashütte der Familie Greiner, die 1736 gegründet wurde. Der allgemeine Niedergang der Glasindustrie sowie Unstimmigkeiten in der Familie Greiner führten 1838 zur Einstellung der Produktion und 1856 wurde die Siedlung von Carl Alfred Greiner an den Staat Sachsen-Meiningen verkauft, der 1860 die Häuser abbrechen ließ. |    |
| Fotos hochladen                |                                                             | Rennsteig                      |           | Der Dreiherrnstein Hoher Lach markierte ab 1548 den Grenzpunkt der Territorien von Sachsen-Coburg, Schwarzburg-Rudolstadt und der Herrschaft Gräfenthal. Landesgrenzsteine aus dem 16. bis 19. Jahrhundert stehen am Rennsteig, der ehemaligen Grenze zwischen Sachsen-Coburg, (ab 1735/42 Sachsen-Meiningen) und Schwarzburg-Rudolstadt. |    |

## Lichte
| Bild                           | Bezeichnung                   | Lage                                        | Datierung    | Beschreibung | ID |
| ------------------------------ | ----------------------------- | ------------------------------------------- | ------------ | --- | -- |
| weitere Bilder Fotos hochladen | Bahnhof Lichte Ost            | Am Bahndamm 9 (Karte)                       | 1899         | eröffnet 1899, Schließung 1997 |    |
| Fotos hochladen                |                               | Wallendorf am Kirchberg                     |              | Friedhof Ortsteil Wallendorf (Lichte), Massengrab für polnische Zwangsarbeiter                                                                  |    |
| Fotos hochladen                |                               | Hammerweg 2 (Karte)                         |              | Ehemaliges Herrenhaus mit Nebengebäuden, Grundstück und Einfriedung, Piesau-Viadukt rechts im Hintergrund                                       |    |
| Fotos hochladen                |                               | Wallendorf, Hammerweg 3                     |              | Wohnhaus, zugehörig zum ehemaligen Herrenhaus                                                                                                   |    |
| Fotos hochladen                | Elisabeth-Kirche              | Wallendorf, Kirchweg 3 (Karte)              |              | Elisabeth-Kirche mit Einfriedung und Friedhof, erbaut 1734. Pfarrer 2011 – Michael Nolte                                                        |    |
| Fotos hochladen                | Pfarrhaus                     | Wallendorf, Lamprechtstraße 12 (Karte)      |              | Historisches Pfarrhaus zu Lichte (Wallendorf), erbaut 1734                                                                                      |    |
| weitere Bilder Fotos hochladen | Eisenbahnviadukt              | Wallendorf, Saalfelder Straße (Karte)       |              | Eisenbahnviadukt, Piesau-Viadukt Lichte; 258 Meter lange Gewölbebrücke aus Stampfbeton, bis zu 30,5 Meter hoch, Eröffnung 1913, Schließung 1997 |    |
| Fotos hochladen                | Ehemaliges Postamt            | Wallendorf, Saalfelder Straße 8 (Karte)     |              | |    |
| Fotos hochladen                | Ehemaliges Posthotel          | Wallendorf, Saalfelder Straße 32 (Karte)    |              | nach 1945 Wohnhaus, Piesau-Viadukt links im Hinterund                                                                                           |    |
| Fotos hochladen                | Sägemühle                     | Geiersthal, Schmidtenhof (Karte)            |              | historischer Geiersthaler Eisenhammer teilweise durch Neubau ersetzt                                                                            |    |
| Fotos hochladen                | Schulgebäude                  | Geiersthal, Schulweg 16 (Karte)             | 1920er Jahre | heute Zeichen- und Modellierschule / Heimatmuseum                                                                                               |    |
| Fotos hochladen                | Fabrikantenvilla Heinz        | Geiersthal, Schwarzburger Straße 70 (Karte) | 1908         | historische Villa erbaut 1908, Besitz & Residenz Unternehmerfamilie Heinz, Wießer, dz. Sigrid Müller                                            |    |
| Fotos hochladen                | Historische Mühle / Sägemühle | Unterlichte, Sonneberger Straße 57          |              | |    |
| Fotos hochladen                | Alte Schule                   | Oberlichte, Sonneberger Straße 70 (Karte)   |              | Kindergarten, ehemals Schule, danach Station Junge Techniker                                                                                    |    |

## Piesau
| Bild            | Bezeichnung                     | Lage                          | Datierung | Beschreibung | ID |
| --------------- | ------------------------------- | ----------------------------- | --------- | ------------ | -- |
| Fotos hochladen | Wohnhaus mit Veranda und Garten | Bärenbachstraße 28 (Karte)    |           |              |    |
| Fotos hochladen | Wohnhaus                        | Straße des Friedens 2 (Karte) |           |              |    |

## Scheibe-Alsbach
| Bild                           | Bezeichnung                            | Lage             | Datierung | Beschreibung | ID |
| ------------------------------ | -------------------------------------- | ---------------- | --------- | --- | -- |
| Fotos hochladen                | Herrenhaus                             | Hauptstraße 3    |           | Das zweistöckige Herrenhaus entstand vor 1726 im Zuge der 1711 gegründeten Glashütte Alsbach. Ende des 18. Jahrhunderts und 1883 wurde es umgebaut. 1732 kam hier Gotthelf Greiner zur Welt. Er brannte 1757 erstmals in der Region erfolgreich Porzellan. Das Traufseithaus ist ein verschieferter Fachwerkbau mit Satteldach, der auf einem Sockelgeschoss und Keller mit einem Tonnengewölbe steht. Die symmetrische Straßenfassade hat elf Fensterachsen und einen mittigen Eingang. Ein mittig angeordneter Flur erschließt die seitlich gelegenen Wohnräume, die im Obergeschoss mit Deckenstuck aus dem Ende des 18. Jahrhunderts ausgestattet sind. |    |
| weitere Bilder Fotos hochladen | evangelisch-lutherische Kirche Scheibe | Kirchweg (Karte) |           | Die Kirche Scheibe wurde 1861 bis 1866 nach Plänen des Coburger Baurates und Architekten Vinzenz Fischer-Birnbaum in exponierter Lage auf dem Plateau eines Bergsporns oberhalb des breiten Taleinschnittes errichtet. Die schwarzburgischen Bauräte Bianchi und Brecht entwarfen Teile der Ausstattung und der Steinheider Maurermeister Beyer den 1892 fertiggestellten Kirchturm. Die neugotische Saalkirche wurde mit Sandsteinquadermauerwerk verkleidet. Sie hat eine polygonale Apsis und einen Turm mit quadratischem Unterbau, oktogonalem Aufsatz sowie kreuzbekröntem Spitzhelm. Das Langhaus ist meiner hölzernen Spiegeldecke und gegenüber der Apsis mit einer Empore ausgestattet, auf der eine Orgel der Gebrüder Schulze aus Paulinzella von 1867 steht. Die Ostwand des Langhauses schmückt eine Malerei, die um 1900/1910 entstanden ist und Paulus, Petrus, David und Moses in Arkatur darstellt. |    |
| Fotos hochladen                | Forsthaus                              | Oberland 25a     | 1939      | Das Forsthaus wurde 1939 nach Plänen des Thüringer Kreisbauamtes Rudolstadt für die Revierförsterei mit Büro und Dienstwohnung im Hauptgebäude sowie mit einem rechtwinklig angeordneten Anbau errichtet. Der eingeschossige, verputzte Massivbau hat ein steiles, ausgebautes Satteldach, das mit Schiefer gedeckt ist. Im Kellergeschoss befindet sich ein Luftschutzraum. |    |
| Fotos hochladen                | Pfarrhaus                              | Zur Kirche 2     |           | Das Pfarrhaus wurde um 1760 errichtet und Mitte des 19. Jahrhunderts von der Kirchgemeinde Scheibe gekauft. Umbauten sind für 1881 und 1888–1890 belegt. Das zweigeschossige Traufseithaus ist ein vollständig verschieferter Fachwerkbau mit einem Krüppelwalmdach. Die ursprüngliche Raumanordnung und baugebundene Ausstattung ist größtenteils noch erhalten. Zusätzlich ist ein zweistöckiges, verschiefertes Nebengebäude mit Satteldach vorhanden. |    |
| Fotos hochladen                | Leichenhalle                           | Friedhof         |           | Die Leichenhalle des seit 1780 in Scheibe bestehenden Friedhofs wurde um 1930 als Klinkersteinbau mit Satteldach gebaut. Ungewöhnlich für die Region ist die Klinkerbauweise. Sockel, Wand und Giebeleinfassungen bestehen aus dunklen Steinen, die übrigen Flächen aus helleren Steinen, teilweise in der Farbe stark unterschiedlich. |    |
| Fotos hochladen                | Dreiherrnstein                         | Rennsteig        |           | Der Dreiherrnstein markierte den Grenzpunkt der Territorien von Sachsen-Coburg, Sachsen-Hildburghausen und Schwarzburg-Rudolstadt. Er stammt aus dem Zeitraum 1751 bis 1794 und zeigt auf den Seiten von Coburg und Hildburghausen das Rautenkranzwappen sowie darunter die Buchstaben SC beziehungsweise SHH. Auf schwarzburger Seite befinden sich gekreuzte Gabeln und die Buchstaben SR. |    |
| Fotos hochladen                | Landesgrenzstein                       | Rennsteig        |           | Landesgrenzsteine aus dem 16. bis 19. Jahrhundert stehen am Rennsteig, der ehemaligen Grenze zwischen Schwarzburg-Rudolstadt und den Ernestinischen Fürsten- bzw. Herzogtümern, Sachsen-Coburg und später Sachsen-Meiningen. Einige Grenzsteine sind als Wappensteine ausgebildet. Sie haben den Rautenkranz auf sächsischer und gekreuzte Gabeln auf schwarzenburger Seite. |    |

## Siegmundsburg

### Einzeldenkmale
| Bild            | Bezeichnung          | Lage                                           | Datierung | Beschreibung | ID |
| --------------- | -------------------- | ---------------------------------------------- | --------- | --- | -- |
| Fotos hochladen | ehemaliges Forsthaus | Hiftenberg 11                                  |           | Das ehemalige Forsthaus entstand 1857/58 nach Plänen von Oskar Friedrich Ortmann als Ersatzneubau für ein Gebäude von 1814. Das Nebenhaus zerstörte 1923 ein Brand. 1925/26 wurde es neu aufgebaut. Das traufständige Haupthaus ist wie das Nebengebäude im Rundbogenstil mit Bruchstein und Werksteinfassungen gestaltet. Der eingeschossige Massivbau steht auf einem Sockelgeschoss mit einem tonnengewölbten Keller und hat ein ausgebautes Satteldach mit beidseitigen Zwerchhäusern.                      |    |
| Fotos hochladen | Landesgrenzstein     | Rennsteig                                      |           | Landesgrenzsteine aus dem 16. bis 19. Jahrhundert stehen am Rennsteig, der ehemaligen Grenze zwischen Schwarzburg-Rudolstadt und den Ernestinischen Fürsten- bzw. Herzogtümern, Sachsen-Coburg und später Sachsen-Meiningen. Einige Grenzsteine sind als Wappensteine ausgebildet. Sie haben den Rautenkranz sowie darunter die Buchstaben SM auf sächsischer und gekreuzte Gabeln mit den Buchstaben SR auf schwarzenburger Seite.                                                                             |    |
| Fotos hochladen | Landesgrenzstein     | Flurteile Bleß, Pechhaus, Schmiede, Herrenberg |           | Landesgrenzsteine aus dem 16. bis 19. Jahrhundert stehen an der ehemaligen Grenze zwischen dem Schaumberger Land und dem Amt Eisfeld. Die Grenzsteine sind meist als Wappensteine ausgebildet und zeigen das Wappen der Herren von Schaumberg auf der östlichen sowie das Wappen der Stadt Eisfeld oder das sächsische Wappen mit Herzogskrone auf der westlichen Seite. Grenzsteine aus dem 19. Jahrhundert sind durch die Buchstaben „GR“ für Gericht Rauenstein und „AE“ für das Amt Eisfeld gekennzeichnet. |    |

### Bodendenkmale

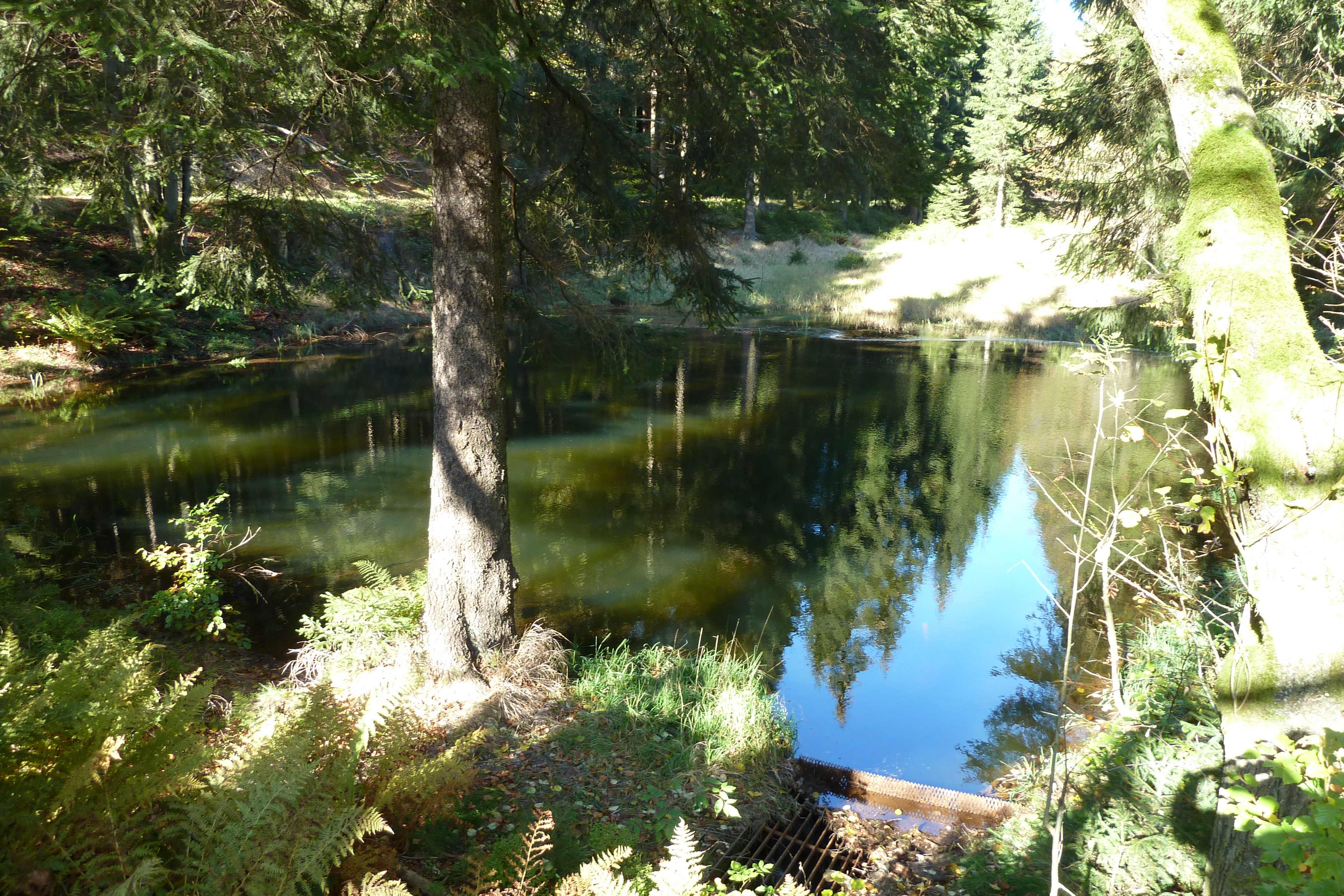
Ehemaliger Flößteich

- Eine Wallanlage einer frühen Keltensiedlung umschließt die Spitze des Herrenberges.
- Die Wallanlage südwestlich der Bergkuppe des Bleßberges wird auf die jüngere Bronzezeit datiert.
- Der Königshügel, zwischen Bleß und Herrenberg liegend, war wohl eine Befestigungsanlage.
- Am Osthang des Blößberges fand spätmittelalterlicher und frühneuzeitlicher Goldbergbau statt. Schürfgräben, ein Pingenfeld und verstürzte Stollen zeugen davon.
- Der Flößteich im Flur des Bleß wurde vor 1712 durch einen Damm mit Tondichtung angelegt, um Scheitholz aus den Wäldern der Herrn von Schaumberg über das Truckenthaler Wasser abzuflößen.

## Steinheid
| Bild                           | Bezeichnung                    | Lage                        | Datierung | Beschreibung | ID |
| ------------------------------ | ------------------------------ | --------------------------- | --------- | --- | -- |
| weitere Bilder Fotos hochladen | Liebfrauenkirche               | Hohewartstraße 15 (Karte)   |           | Die evangelisch-lutherische Liebfrauenkirche wurde 1789 bis 1792 errichtet. Vorbild war die reformierte Kirche in Hildburghausen, die heutige katholische Kirche ,„St. Leopold“. Aufgrund von Bauschäden folgte 1833 bis 1835 der Abbruch, mit Ausnahme der Grundmauern und des Turmes, und der Neubau mit Formen und Gliederung der alten Kirche, nach Plänen des Meiningers Johann Georg Buck. Dabei wurden die Tür- und Fenstereinfassungen sowie der Grundstein vom Vorgängerbau übernommen. Die nordsüdlich angelegte Saalkirche hat Ecklisenen und ein schiefergedecktes Walmdach sowie einen Turm mit welscher Haube, der die Sakristei beherbergt. Der einfach gestaltete Innenraum ist durch den Altar und die Kanzel an der Nordseite, zweigeschossige, auf Säulen stehende Emporen an den Längsseiten und die Empore auf der Südseite, mit einer Orgel aus dem Jahr 1864 von Christoph Hofmann und Söhne, gekennzeichnet. |    |
| Fotos hochladen                | Pfarrhaus                      | Hohewartstraße 17 (Karte)   |           | Das Pfarrhaus mit Gemeinderaum entstand für einen Vorgängerbau aus dem 19. Jahrhundert im Jahr 1915 neben der Kirche. Im Stil der Heimatschutzarchitektur gestaltet hat es ein mit Naturstein verkleidetes Sockelgeschoss auf dem ein eingeschossiger, verschieferter Fachwerkbau steht. Die symmetrische Straßenfassade wird in der Mitte durch einen polygonalen Anbau unter einer zweiachsigen Dachgaube mit Dreiecksgiebel betont. Den Abschluss bildet ein schiefergedecktes, ausgebautes Mansardwalmdach mit Dachgauben. |    |
| Fotos hochladen                | Wohnhaus                       | Scheibener Straße 2 (Karte) |           | Ende des 18. Jahrhunderts ließ Gotthelf Greiner das Gebäude im Rahmen des Ausbaus der Limbacher Porzellanfabrik als Wohnhausbau errichten. Die Bauweise ist typisch für damalige Wohnhäuser im Schiefergebirge, die auch gewerblich nutzbar waren. Später diente das Gebäude der Schreinerei und Postdienststelle. Seit 1993 ist es, an der Kreuzung der Bundesstraße 281 mit der Scheibener Straße stehend, Sitz des Fremdenverkehrsbüros. Der einstöckige, verschieferte Fachwerkbau steht auf einem Sockel. Ein Gewölbekeller aus Sandstein ist vorhanden. Den Abschluss bildet eine Krüppelwalmdach mit Kniestock. Der straßenseitige Giebel trägt eine Tafel mit einer Kleeblattzeichnung und der Inschrift GG Söhne 1772. |    |
| weitere Bilder Fotos hochladen | Hoheitsstein                   | Scheibener Straße (Karte)   |           | Der Hoheitsstein wurde im 19. Jahrhundert in Limbach an der Poststraße Coburg–Schwarzenburg im Verlauf des Rennsteigs an der Landesgrenze zwischen Schwarzburg-Rudolstadt und Sachsen-Meiningen gesetzt. Er besteht aus zwei Blöcken und einer Deckplatte und hatte ursprünglich straßenseitig eine gusseiserne Platte mit dem kleinen Staatswappen Schwarzburg-Rudolstadt. |    |
| Fotos hochladen                | Grabkapelle                    | Limbach (Karte)             |           | Die Grabkapelle entstand in den 1830er Jahren für die Familie Greiner, die Eigentümer der Porzellanfabrik Limbach war. Die letzte Beisetzung fand in den 1950er Jahren statt. In den folgenden Jahrzehnten verfiel die Gruft und die Grablege wurde verwüstet. Reste von etwa drei Särgen sowie elf Urnen, die älteste von 1895, sind noch vorhanden. Das wohl früheste neugotische Bauwerk im Landkreis Sonneberg steht bei Limbach neben dem Rennsteig am Nordwesthang des Petersberges. Der zweigeschossige Massivbau hat eine Sandsteinquaderfassade mit einem Treppengiebel und einem schiefergedeckten Dach. Im Sockelgeschoss ist die Gruft, darüber befindet sich der ehemalige Kapellenraum mit einem großen Spitzbogenfenster in der talseitigen Giebelfront. Ein Obelisk aus gusseisernen Platten als Denkmal für Gotthelf Greiner stand einst vor dem Gebäude, von ihm ist nur noch der Sockel vorhanden. Im Rahmen der Restaurierung des Bauwerks im Jahre 2011 wurde aus dem ehemaligen Kapellenraum ein Raum der Stille, in dem Rennsteigwanderer einmal in sich gehen und eine gedankliche Pause einlegen können. |    |
| Fotos hochladen                | Goldbergbaurevier Wüstes Adorf | Wüstes Adorf (Karte)        |           | Im ehemaligen Goldbergbaurevier Wüstes Adorf gibt es noch Bergbauspuren der Ende des 16. Jahrhunderts angelegten Zechen „Gabe Gottes“ und „Güte Gottes“. |    |
| Fotos hochladen                | Schiffkuppe                    | Schiffkuppe (Karte)         |           | An der Schiffkuppe gab es zwischen 1485 und 1590 Goldbergbau. Am Süd- und Westhang sind mit Schürfgräben und halden übertägige und hinter Stollenmundlöchern untertägige Bergbauanlagen vorhanden. |    |
| BW                             | Spätmittelalterlicher Bergbau  | Eisenberg (Karte)           |           | Spätmittelalterlicher Bergbau existierte auf der Höhe des Eisenberges. |    |
| Fotos hochladen                | Landesgrenzstein               | Rennsteig (Karte)           |           | Landesgrenzsteine aus dem 16. bis 19. Jahrhundert stehen am Rennsteig, der in diesem Abschnitt Grenze zwischen Sachsen-Coburg, (ab 1735/42 Sachsen-Meiningen) und Schwarzburg-Rudolstadt war. |    |